# Libellus de quinque corporibus regularibus
Libellus de quinque corporibus regularibus (Les cinq polyèdres réguliers) est un traité de mathématiques écrit par Piero della Francesca. La datation en est incertaine, mais se situe entre les années 1480 et 1492. Le traité est une réécriture et augmentation de la partie géométrique de son Trattato d'abaco. Plus de la moitié des problèmes sont nouveaux et surtout il y a des découvertes mathématiques importantes.
- Il existe un seul codex du Libellus de quinque corporibus regularibus, qui se trouve à la Biblioteca Apostolica Vaticana, MS. Urb.lat.632[1]. Une édition critique et reproduction en facsimilé a été publiée en 1995[2].

- Une copie de chaque page du codex est visible sur Commons : Libellus De Quinque Corporibus Regularibus

Peu de temps après la mort de Piero en 1492, le Libellus et le Trattato d'abaco étaient plagiés par Luca Pacioli et publiés dans ses livres  De divina proportione (1509) et Summa de arithmetica, geometria, de proportioni et de proportionalita (Venise, 1494), sans citer Piero (voire Plagiat par Luca Pacioli pour plus de détails). C'est ainsi que ses œuvres mathématiques se sont pas  passées à la postérité et Piero lui-même est tombé dans un oubli quasi-total pendant 450 ans.

## Ré-découverte duLibellus
Au milieu du XIXe siècle, avec l’engouement européen pour le début de la Renaissance, les tableaux de Piero della Francesca ont été réévalués. L'aspect mathématique de son œuvre était souvent relégué à référence à Luca Pacioli, l'élève qui a surpassé le maître.
- En 1915 G. Mancini a formellement identifié[5] un codex qui se trouvait dans la bibliothèque du Vatican, et signalé par G. Pitarelli en 1903, comme étant le Libellus de Piero. Les annotations dans les marges et sur certains dessins étaient de la main même de Piero.

Cependant le Libellus avait été retrouvé à au moins deux reprises avant 1903 :
- En 1880, l'historien Max Jordan retrouvait le Libellus parmi les manuscrits de la collection d'Urbino dans la bibliothèque du Vatican. Une comparaison avec le Divina Proportione, de Pacioli, publié en 1509, révélait que le Libellus de Pacioli était simplement la traduction en italien du Libellus de Piero[6].

- James Dennistoun, dans son ouvrage Memoirs of the Dukes of Urbino, publié en 1851, a identifié[4] le manuscrit : Vat. Urb.632[7] comme étant le Libellus de Piero. (Dennistoun affirme également que le codex Vat Urb.1374[8] soit aussi l’œuvre de Piero, mais ne donne pas de détails. Il semble que cette affirmation soit erronée et ce codex une copie (circa 1460) de Perspectiva communis de John Peckham).

## Dédicace
Le traité est dédié au jeune duc Guidobaldo Ier de Montefeltro, qui, à l'âge de 10 ans, succède à son père Frédéric III de Montefeltro en 1482, dont le cour est décrit par Baldassare Castiglione dans Le Livre du courtisan. 
Dans le langage fleuri de la dédicace on peut apprécier l'importance que Piero accordait au traité et ses motivations pour l'écrire.
La première page de la dédicace est consacrée principalement à l’éloge des ducs d'Urrbino et en particulier du père de Guidobaldo. C'est sur la deuxième page que Piero devint un peu plus personnel et laisse entrevoir l'importance qu'il donne à son Libellus.
| - Libellus, dédicace (v) |

Piero écrit qu'il souhaite que le texte soit conservé à côté d'un précédent texte de lui qu'il avait dédié au père de Guidobaldo et qui s'appelle De Prospectiva : 

« Et libellum ipsum inter innumera amplissimae tuae, paternaeq(ue) bibliothecae volumina penes aliud nostrum de Prospectiva opusculum, quod superioribus annis edidimus, pro pedissequo et aliorum servulo uel in angulo collocare »

« Et ranger ce livre, parmi les innombrables volumes de ta très ample bibliothèque paternelle, dans un coin près de notre autre ouvrage De Prospectiva, que nous avons écrit il y a plusieurs années, comme petit serviteur des autres »

En même temps Piero minimise la portée de ses travaux dans des termes très obséquieux : 

« Non enim solent non admitti quandoque in opulentissima et lautissima mensa, agrestia et a rudi et inepto colono poma suscepta »

« Car on n'a pas coutume de refuser, même à une opulente table, les fruits rustiques qu'un paysan inculte et inepte apporte »

Il est évident qu'il pense le contraire et ajoute : 

« Poterit namque saltem sui novitate non displicere »

« Évidemment, par rapport à son innovation, il ne peut pas déplaire »

Celle-ci est la seule phrase que Piero utilise pour dire qu'il a fait quelque chose de nouveau en géométrie depuis Euclide.

L'objet du traité est dit implicitement par Piero : 

« Et enim licet res apud Euclidem, et alios geometras nota sit, per ipsum tamen nuper ad arithmetricos translata est »

« Et il est en fait possible que la chose ait été connue d'Euclide, et par d'autres géomètres, mais c'est par lui (Ce traité) qu'elle a cependant été transmise aux mathématiciens »

Dans son Liber abaci, Leonardo Fibonacci avait commencé l'arithmétisation de la géométrie d'Euclide, première étape vers la géométrie analytique. Fibonacci s'est limité à la géométrie plane, laissant les livres XIII à XV d'Euclide qui traitent la géométrie des solides réguliers.  C'est cette lacune que Piero comble dans la deuxième partie du Libellus.

À la fin de sa dédicace Piero affirme qu'il considère le Libellus comme le monument de sa vie : 

« Eritque pignus et monumentum mei, in te inclitamq(ue) prosapiem tuam antiqui amoris et perpetuae servitutis. »

« Et ce sera un gage, et mon accomplissement, pour toi et ton illustre lignée, de mon ancienne amitié et de ma perpétuelle soumission »

## Le contenu duLibellus
Le traité ne fait pas partie d'un genre existant, tel que le Trattato d'abaco. Comme pour De prospectica pingendi il est de conception originale et surtout de contenu original. Son projet, dit implicitement dans sa dédicace, est très ambitieux, c'est  de compléter l’arithmétisation de la géométrie, commencée par Fibonacci dans son Liber abaci. Le travail de Piero est un précurseur de la géométrie analytique de Descartes. 
Le Libellus est divisé en quatre livres :
I : Figures géométriques planes, qui reprend les démonstrations de Fibonacci.
II : Polyèdres inscrits dans une sphère, qui est l'application à trois dimensions du programme de Fibonacci.
III : Polyèdres inscrits dans d'autres polyèdres ; Piero propose de nouvelles relations entre certains polyèdres qui ne sont pas dans Euclide.
IV : Polyèdres « semi-réguliers », Piero fait une découverte indépendante  des polyèdres d'Archimède
L'inspiration du traité de Piero se trouve dans les livres XIII, XIV et XV des Éléments d'Euclide qui culminent dans la description, la construction et l'analyse des relations qui existent entre les cinq polyèdres de Platon. Piero avait déjà commence ce projet dans la section sur la géométrie du Trattato d'abaco. En effet un peu plus que la moitié des problèmes des livres I - III se trouvait dans le Trattao d'abaco, mais Piero les reformule pour être plus clair et plus concis. Le livre IV est complètement nouveau.

### Livre I: Figures géométriques planes

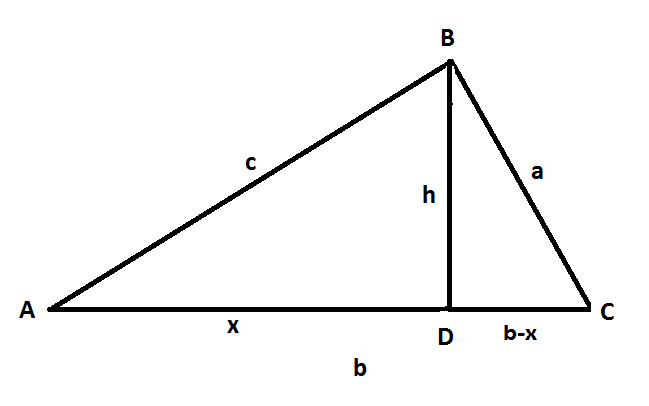

Les 44 pages de la première partie du Libellus (f1.r - f23v) sont consacrées à 57 exercices de géométrie plane (polygones, cercles, etc.) et le calcul de divers éléments en fonction de dimensions données. Fibonacci avait déjà fait ce travail et cette première partie du Libellus est un rappel et mise en bouche par Piero pour la suite, qui est le traitement de la géométrie en trois dimensions, un travail originel de Piero.
Piero passe en revue les méthodes utilisées par Fibonacci dans son Liber abaci pour l’arithmétisation de la géométrie plane, c'est-à-dire dans un langage moderne : calculer les coordonnées de chaque point ; calculer des aires, etc. numériquement. De ce point de vue on peut transformer les constructions euclidiennes en problèmes d'arithmétique, allant de la construction d'un pentagone avec règle et compas à une formule pour son aire en fonction de la longueur d'un côté.
Fibonacci et Piero sont très handicapés dans leurs démonstrations par un problème de notation. L'idée que l'on peut représenter un chiffre quelconque par un symbole {\displaystyle x,a,Z} etc. et ensuite représenter les opérations d'arithmétique sur des chiffres par des opérations semblables sur les symboles et que le résultat final, une « formule » avec des symboles qui donne la valeur correcte quand on replace chaque symbole par une valeur numérique, n'est pas encore développée. Dans ses exercices, Piero utilise toujours des exemples avec des valeurs numériques bien spécifiques, mais sa méthode de résolution est toujours algorithmique : une série de règles et opérations de calcul à suivre pour obtenir le résultat. Le lecteur voit que s'il commence la série de calculs avec d'autres valeurs numériques il obtiendra toujours le résultat correspondant. On peut dire, sans trop d'exagération, que Piero formule ses exercices comme des programmes informatiques.

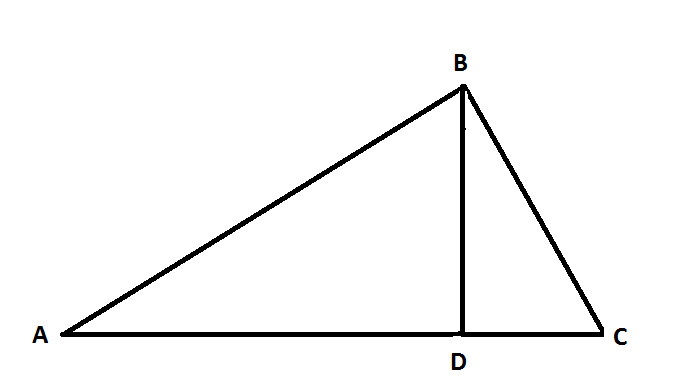

L'opération de base de Piero, et traitée dans le problème N°1, est la projection orthogonale d'un segment de ligne droite sur une autre ligne droite et est illustrée dans le cas d'un triangle {\displaystyle ABC} dans la figure ci-contre. Si les côtés du triangle sont donnés numériquement et {\displaystyle BD} est la hauteur du triangle par rapport à {\displaystyle AC}, Piero cherche à calculer la distance {\displaystyle AD}, la distance BD et l'aire du triangle {\displaystyle ABC}.
- {\displaystyle AD} est la projection orthogonale de {\displaystyle AB} sur {\displaystyle AC} ({\displaystyle CD} la projection orthogonale de {\displaystyle CB} sur {\displaystyle AC}) ;
- les valeurs numériques pour {\displaystyle AD} et {\displaystyle BD} sont les coordonnées cartésiennes du point {\displaystyle B} ;
- l'aire du triangle est égale à la longueur {\displaystyle AC} multipliée par la longueur {\displaystyle BD}, le tout divisé par deux.

Tous les algorithmes de Piero sont basés sur l'utilisation très habile du théorème de Pythagore et la projection orthogonale. Pour le lecteur qui désire suivre le raisonnement de Piero, les détails sont exposés dans les boîtes déroulantes ci-dessous (avec une notation symbolique, pour faciliter l'exposé.

### Livre II: Polyèdres inscrits dans une sphère
Il existe cinq, et seulement cinq, polyèdres convexes avec chaque face la même polygone régulier et à chaque vertex le même nombre d'arêtes : les polyèdres de Platon, les quinque corporibus regularibus du titre de l’œuvre. Les sommets de chaque  polyèdre de Platon se situent sur la surface d'une sphère.
| - Tétraèdre - Hexaèdre (cube) - Octaèdre - Dodécaèdre - Icosaèdre |

Ce livre (codex f24r - 37v) contient 37 problèmes. Piero calcule aires et volumes à partir des longueurs des arêtes des polyèdres, rayons des sphères qui les circonscrivent, etc. Le problème 37 est un problème « inverse » : le volume est connu, il faut calculer la longueur d'un arête :
Problème 37 (f.37.r) : Étant donné un icosaèdre de volume 400 brachia (sic), quelle est la longueur d'une arête ?
Le résultat donné par Piero après une page de calcul, aidé par un dessin de l'icosaèdre, est {\displaystyle (8064000-{\sqrt {59719680000}})^{\frac {1}{6}}} brachia.
Il est évident qu'un tel calcul n'est utile ni à un marchand, ni à un artiste. Si Piero le fait c'est pour d'autres raisons. La solution demande la résolution d'une équation cubique et Piero avait consacré une partie du Trattato d'abaco à ses tentatives de trouver des racines d'équations des troisième, quatrième et cinquième degrés. Piero n'avait pas réussi en général, mais dans ce cas particulier ses méthodes mènent à la solution (le problème de trouver les racines d'une équation cubique ou d'une équation quartique était résolu par Tartaglia et Ferrari au XVIe siècle et pour les équations de degré cinq par Niels Abel et Évariste Galois au XIXe siècle).
|  |

Logiquement le problème suivant n'a pas sa place dans ce livre, car il traite d'un tétraèdre général, pas le tétraèdre régulier. Mais, Piero était probablement très fier de son résultat, car c'est, au fond, le généralisation en trois dimensions de la formule de Héron d'Alexandrie qui donne l'aire d'un triangle en fonction des longueurs des côtés. Piero avait déjà publié le problème dans le Trattato d'abaco, mais sans la démonstration.
Problème 11 : Trouver la hauteur d'un tétraèdre général étant données les longueurs des côtés.
Le résultat est nouveau et combiné avec le fait, connu depuis Archimède, que le volume d'un tétraèdre général est égal au produit de la hauteur et l'aire de sa base divisé par trois, donne une formule pour le volume d'un tétraèdre en fonction des côtés.
L'idée de base de Piero est la suivante : à partir d'un tétraèdre général on peut construire un triangle qui a la même hauteur que le tétraèdre et dont on connait les longueurs des trois côtés et donc on peut calculer la hauteur.
Comment construire ce triangle ? La solution de Piero est ingénieuse et le lecteur est invité à la retrouver lui-même avant d'apprécier la construction de Piero, qui utilise uniquement le théorème de Pythagore et la projection orthogonale.
Ce résultat originel de Piero fut publié dans le plagiat du Trattato d'abaco par Luca Pacioli dans son Summa Aritheticaen 1494 (mais sans la démonstration) puis dans son plagiat du Libellus dans son Divina Proportione en 1509, avec la démonstration de Piero. Cependant, la formule correspondante n'a jamais été très bien connue, car au XIXe siècle J.J. Sylvester en 1852, dans un article  où il étudiait des problèmes semblables il posait la question dans une 'Note' en bas de page : Quaere : Is not this expression for the volume of a pyramid in terms of its sides to be found in some previous writer? It can hardly have escaped inquiry.

### Livre III: Polyèdres inscrits dans d'autres polyèdres
Le but de cette partie du Libellus (codex f38.r - f49.r, qui comporte 29 problèmes) est l'arithmétisation d'Euclide, XV, qui trait les rapports des polyèdres de Platon entre eux. Piero traite les propositions d'Euclide et ajoute quelques découvertes qu'il a faites lui-même.
| - Octaèdre inscrit dans un tétraèdre |

Piero commence ce livre en reprenant des propositions d'Euclide, XV. 
Le premier problème est apparemment banal.
Problème 1 : Trouver le côté de l’octaèdre inscrit dans le tétraèdre de côté 12. (Les six sommets de l'octaèdre sont placés au milieu des six arêtes du tétraèdre). Le résultat est 6 et simple à trouver.
La solution de Piero est très longue et complexe, il utilise toutes les techniques à sa disposition; il fait des projections orthogonales peu évidentes, cherche des triangles similaires bien cachés, doit reconnaître que {\displaystyle {\sqrt {108}}-{\sqrt {12}}={\sqrt {48}}} et il laisse le résultat comme {\displaystyle {\sqrt {36}}} !
On peut se demander pourquoi Piero a choisi de donner une solution si complexe à son premier problème quand il savait qu'il existait des méthodes de solution très simples ? Il ne le fait plus jamais par la suite. 
Il est possible que Piero était troublé par une question de philosophie mathématique : à savoir si l'arithmétique était assez complète et puissante pour décrire toutes les constructions géométriques d'Euclide et qui ne donnait pas des réponses contradictoires. Piero semble vouloir tester l'arithmétique en choisissant des chemins vers la solution qui sont longs et tortueux pour voir s'il obtient toujours la même solution numérique. Ce problème philosophique fut clarifié seulement au XXe siècle avec les travaux de David Hilbert, Kurt Gödel et Alan Turing.
Problème 2 : Un tétraèdre inscrit dans un cube : on place les six sommets du tétraèdre au milieu des six arêtes du cube (Euclide XV, 1).
Problème 3 : Si un octaèdre est inscrit dans un cube de côté 12, quelle est la longueur d'un arête de l'octaèdre ?
Cependant, Piero va plus loin qu'Euclide et découvre des nouvelles relations entre les solides de Platon. 
Problème 4 : Inscription d'un icosaèdre dans un cube. On peut orienter un icosaèdre tel que chaque face du cube contient deux sommets de l'icosaèdre. Cette relation entre un cube et un icosaèdre n'est pas décrite par Euclide, elle était une découverte nouvelle de Piero et a marqué le début de la fascination de la Renaissance pour la géométrie des polyèdres.
|  |

Problème 5 : Inscription d'un cube dans un octaèdre. Une inscription évidente est que les huit sommets du cube sont les centres des huit faces de l'octaèdre. Piero propose une autre façon, nettement moins évidente : les huit sommets du cube sont les milieux de huit des douze arêtes de l'octaèdre. Malheureusement, le dessin de Piero (ci-dessous), est un peu effacé. Avec ce mode d'inscription on peut inscrire deux autres cubes dans l'octaèdre. Si on le fait, puis on efface l'octaèdre on obtient le Composé de trois cubes (en). Au lieu de voir un cube inscrit dans un octaèdre, on peut voir un octaèdre circonscrit autour d'un cube et, comme précédemment, on peut circonscrire deux autres octaèdres autour du cube. Puis, si on efface le cube on obtient le Composé de trois octaèdres (en). Piero ne dessine pas les polyèdres composés dans le Libellus.

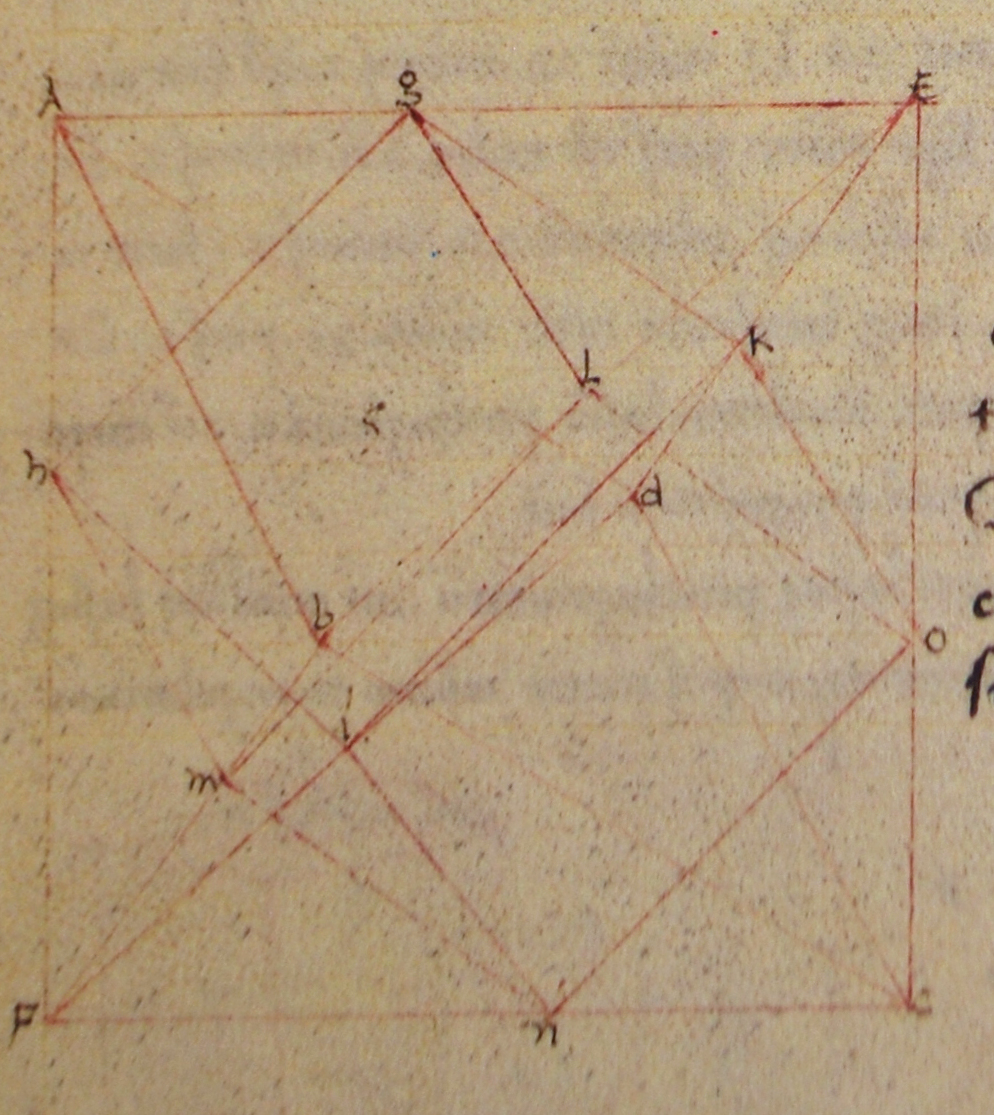
Libellus (f.41.r)
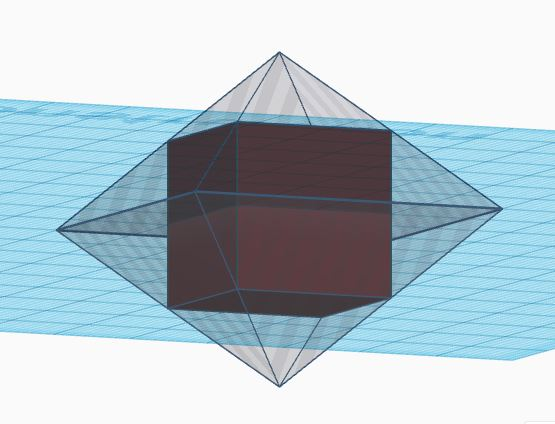
Cube inscrit dans octaèdre
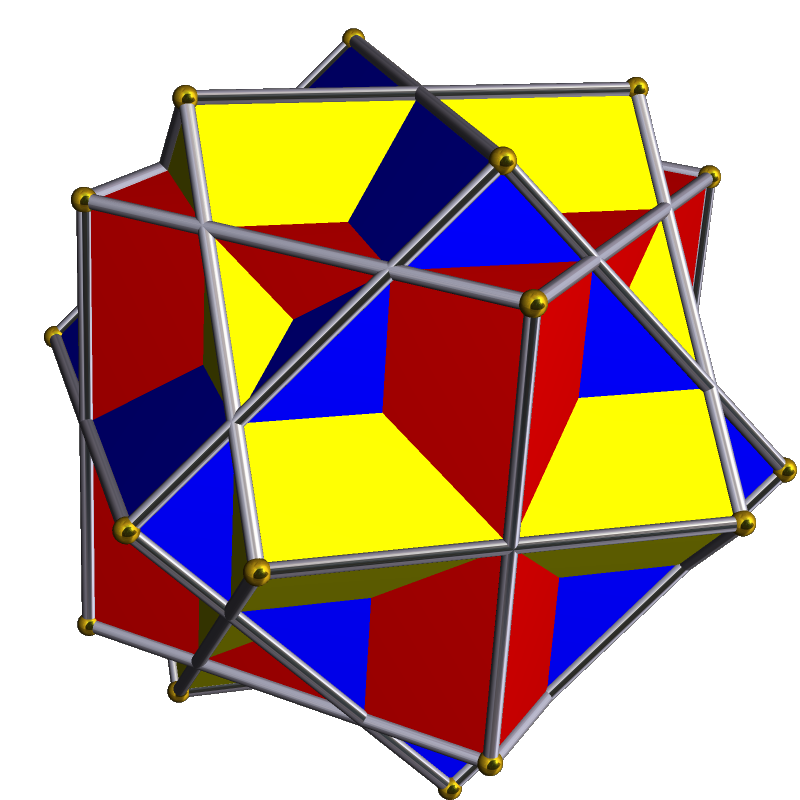
Composé de trois cubes
Composé de trois octaèdres

Les polyèdres composés sont redécouverts au début du XXe siècle et utilisés par l'artiste M.C. Escher dans plusieurs gravures.
Problème 9 : Piero étudie un octaèdre inscrit dans un dodécaèdre (Euclide XV, 9) et fait ses calculs habituels. Mais il va plus loin qu'Euclide et découvre un théorème géométrique qu'Euclide aurait pu démontrer, mais il n'a pas fait.
Le diamètre de la sphère qui circonscrit l'octaèdre est égal à la longueur d'un arête + la longueur d'une corde d'une face pentagonale.
|  |

Piero donne une démonstration par computation.

### Livre IV: Polyèdres «semi-réguliers»
Le but principal de cette partie du Libellus (codex f49v - f68.r, qui comporte 17 problèmes) est l'étude des solides « semi-réguliers » (c'est-à-dire des polyèdres dont chaque face est un polygone régulier, mais pas forcément le même) que l'on peut construire à partir des solides de Platon. Piero les obtient par troncation de chacun des 5 solides. Il décrit 6 solides, car il trouve deux troncations différentes pour l'octaèdre. 
Son dessin du tétraèdre tronqué montre très explicitement comment il enlève des pyramides.
| - Tétaèdre tronqué - Dodécaèdre tronqué - Icosaèdre tronqué |

Ces polyèdres (et sept autres non dérivables des solides de Platon) ont été découverts par Archimède et décrits dans un livre aujourd'hui perdu, mais son contenu nous est connu par des écrits de Pappus d'Alexandrie. Piero est le premier à les redécouvrir et à les décrire explicitement. Ensuite Kepler a fait une étude systématique et les nomme solides d'Archimède. La contribution de Piero passe pour la postérité, une fois de plus, par le plagiat de Pacioli (et les dessins remarquables de Leonardo da Vinci utilisés par Pacioli).
Dans son texte Piero ne s'attarde pas sur la construction de ces polyèdres, mais passe rapidement aux calculs d'aires, volumes, etc.

Tétraèdre tronqué
Cube tronqué
Cuboctaèdre
Octaèdre tronqué
Dodécaèdre tronqué
Icosaèdre tronqué

Encore des problèmes qui, logiquement, n'ont pas leur place dans ce livre. Problèmes 10 et 11 (f.59.v - f.61.v) marquent un niveau de sophistication mathématique nettement supérieur aux autres problèmes du Libellus :
Problèmes 10 et 11 : Calculer le volume et la surface d'un voûte d'arêtes (l'intersection de deux voûtes en berceau qui sont perpendiculaires), un type de voûte très utilisé dans l'architecture depuis l'Antiquité.
Piero s'est déjà préoccupé de la représentation architecturale d'une telle voûte dans De Prospectiva pingendi. Maintenant il passe à sa représentation mathématique et le calcul habituel de volume et aire.
| - Voûte d'arêtes Prospectiva pingendi (f35.r) |

| - Intersection de deux cylindres |

La description géométrique de l'objet en question est : la partie commune de l'intersection perpendiculaire de deux cylindres circulaires de même diamètre. Les solutions des problèmes 10 et 11 montrent comment calculer le volume et la surface de cet objet.
Aujourd'hui ces problèmes seraient traités comme exercices dans le calcul intégral, mais au XVe siècle le calcul intégral n'avait pas été encore découvert.
La solution de Piero montre à quel point il a assimilé et a maîtrisé les méthodes d'Archimède. Car Archimède avait considéré (et résolu) ce même problème. Piero ne pouvait pas connaître ce travail, car la méthode de solution d'Archimède était exposée dans une lettre qu'il a écrite à son ami Ératosthène. Cette lettre et d'autres écrits d'Archimède ont été conservés jusqu'au Xe siècle, puis le parchemin a été gratté, pour effacer le texte originel, et réutilisé pour écrire un livre de prières. Ce codex était conservé à Constantinople et redécouvert en 1906. Le texte originel a été (heureusement) mal effacé et on pouvait, avec l'aide de lumière ultra-violette, lire Archimède encore. Le codex est connu maintenant comme le Palimpseste d'Archimède).
La partie du codex où Archimède donne la solution (le volume de l'objet est égal à deux tiers du volume du cube qui le circonscrit) de ce problème, De la méthode, est le seul exemplaire connu de ce traité et il est très improbable que Piero pouvait en avoir eu connaissance. Par contre, il ne faut pas oublier que Piero était imprégné par les œuvres d'Archimède (il avait fait une copie et l'illustrait avec ses propres figures) et il avait montré à plusieurs reprises qu'il était capable de redécouvrir des résultats d'Archimède. C'est certainement le cas ici, car sa méthode de solution du problème 10 diffère légèrement de celle d'Archimède et pour le problème 11, qui demande l'aire de l'objet, la question n'est pas traitée par Archimède et Piero donne la bonne solution !
Problème 17 : Cet exercice semble, à première vue, totalement incongru par rapport à l'esprit du traité. Piero avait développé des méthodes pour le calcul du volume de solides plus en plus compliqués et à la fin du traité, pour calculer le volume d'un solide très complexe il propose de construire un bain rectangulaire, plein d'eau, puis de mesurer le changement de niveau quand on plonge le solide dans l'eau pour calculer le volume !
Si on fait une interprétation naïve, c'est une méthode pratique (et approximative) pour mesurer le volume d'un objet. Mais si cette méthode suffit, pourquoi tous les calculs précédents ?
Piero n'avait pas l'esprit naïf, ses œuvres mathématiques, plein de subtilités et originalités, sont parfois laconiques et il n'exprime pas sa pensée profonde (comme pour le Problème 1 de la partie II). Hormis la légende qui associe Archimède avec un bain d'eau pour déterminer le volume d'une couronne d'or, le bain d'eau peut faire partie d'une « expérience de pensée ». 
Si un objet a une forme si complexe que l'on ne peut pas le découper en morceaux simples, dont on peut calculer le volume, peut-on affirmer que l'objet a un volume ? Piero savait que les « nombres » {\displaystyle {\sqrt {2}}} et {\displaystyle {\sqrt[{3}]{2}}} ne pouvaient pas être représentés par des nombres rationnels, mais qu'ils « existent », car ils ont des représentions géométriques. Le changement de niveau de l'eau quand on plonge un corps de forme complexe est également une représentation numérique de l'existence du volume.
Le bain est aussi une illustration de la méthode utilisée dans le problème 10 : quand l'objet descend petit à petit dans l'eau, le niveau monte petit à petit et le volume d'eau qui est déplacé correspond au volume d'une fine tranche de l'objet. Le volume est la somme des volumes de ses fines tranches.